# Paul Van Hyfte
Paul Van Hyfte (Eeklo, 19 gennaio 1972) è un ex ciclista su strada belga.

## Palmarès

### Strada
- 1990 (Juniores)

Campionati belgi, Prova in linea Junior
Ieper
- 1998 (Lotto-Mobistar, una vittoria)

Grote Prijs Stad Zottegem
- 2001 (Lotto-Adecco, due vittorie)

Schaal Sels
Kampioenschap van Vlaanderen

### Pista
- 1990

Campionati belgi, Inseguimento individuale Junior

## Piazzamenti

### Grandi Giri
- Tour de France

1996: 120º
1997: 90º
1998: 64º
2000: 79º
2001: 92º
2002: 120º
- Vuelta a España

1999: 76º

### Classiche monumento
- Milano-Sanremo

1999: 130º
2000: 132º
2001: 141º
2002: 133º
2003: 154º
- Giro delle Fiandre

1999: ritirato
2000: ritirato
2001: 37º
2002: 35º
2003: 85º
- Parigi-Roubaix

1995: 61º
1999: 42º
2000: fuori tempo massimo
2001: 35º
2002: ritirato
2003: ritirato
- Liegi-Bastogne-Liegi

1997: ritirato
1998: ritirato

### Competizioni mondiali
- Campionati del mondo

Middlesbrough 1990 - In linea Junior: 67º
Oslo 1993 - In linea Dilettanti: 67º